# Финн Маккул
Финн Макку́л (англ. Finn McCool; Фио́нн мак Камхе́йл, ирл. Fionn mac Cumhaill; Финн, сын Кулла, или Кума́лла; Финн Гал) — легендарный герой, воин, мудрец и провидец III века из кельтской мифологии Ирландии, Шотландии и острова Мэн.
Истории о Финне и его соратниках, входивших в «Фиану Эйринн» (Фианна, фианы, фении) — небольшую полунезависимую дружину воинов, которая жила в лесах и занималась торговлей, разбоем и охотой, но могла быть призвана королём в случае войны, образуют цикл фениев, один из четырёх главных циклов ирландской мифологии. Эти предания, как принято считать, были рассказаны сыном Финна, легендарным бардом Оссианом, хотя они окончательно оформились только к XII в.
В честь этой  легендарной дружины взяла своё имя тайная организация ирландских революционеров Братство фениев.

## Имя
Главный герой цикла, кроме Fionn mac Cumhaill, также упоминался как Finn или Find mac Cumail и mac Umaill, позже использовалась англизированная форма Finn McCool.
Fionn или Finn на самом деле — прозвище, переводящееся как «прекрасный», «белый» или же «яркий». В детстве его именем было Deimne, и несколько легенд повествуют о том, как Финн получил своё прозвище, поскольку его волосы поседели. Само имя Fionn принадлежало одному из легендарных прародителей гэлов, оно связано с уэльским именем Gwyn и континентальным кельтским богом по прозванию Vindos.
Имя Фингал было сконструировано из настоящего имени персонажа английским поэтом XVIII в. Джеймсом Макферсоном, который на основе собранного им фольклора написал несколько поэм, которые выдал за оригинальные тексты Оссиана и дал главному герою «ошотландленный» и сокращенный вариант имени, которое можно перевести как «белый странник». Тем не менее переводить имя Фингал не имеет смысла, правильный вариант значения — Финн («Прекрасный»), сын Кумалла.

## Жизнеописание

### Рождение
Большинство ранних приключений Финна описываются в устном цикле «Юношеские деяния Финна» (Macgnímartha Finn). Его отца звали Кулл, или Кумалл, и он был вождем Фианы. Его матерью была Муирне (Muirne), дочь друида Тадга, сына Нуаду (Tadg mac Nuadat), который жил на холме Алму в графстве Килдэр. Кумалл похитил Муирне, после того как её отец отказал ему в её руке, и друид воззвал к Верховному Королю Конну Ста Битв, который объявил насильника вне закона. В битве при Кнухе (Cnucha) состоялась битва между королём и Кумаллом, и последний был убит одним из сыновей Морны по имени Голл мак Морна, который взял на себя руководство Фианой после его смерти.
К этому моменту Муирне уже была беременна, так что её отец отказался забрать её обратно, и приказал своим людям сжечь её. Но король Конн не допустил этого и поместил девушку под защиту Фиакула мак Кона, который был женат на сестре её похитителя, друидке Бовалл. В их доме Муирне родила сына, которого назвала Дейвне. (Любопытно, что cumal, которое в данной легенде становится именем отца Финна, помимо всего прочего, на самом деле — староирландское слово «рабыня», то есть первоначально герой мог зваться Финном Сыном Рабыни, а потом для него могло быть изобретено более благородное происхождение).

### Юность
После родов Муирне вышла замуж за короля Керри, а ребёнка оставила под опекой его тетки Бовалл и женщины-воительницы Лиа Луахра, которые вырастили его втайне в лесу Слив Блум, обучая искусствам войны и охоты. Когда ребёнок вырос, он начал поступать инкогнито на службу к нескольким местным королям, но они узнавали в нём сына Кумалла и просили оставить службу, так как чувствовали, что не смогут защитить юношу от его врагов.
Юный Финн около реки Бойн встретил друида-лепрекона и поэта Финегаса и стал учиться у него. Друид перед этим провел 7 лет, пытаясь поймать волшебного Лосося Мудрости, который жил в пруду неподалёку. Тот, кто вкусил бы этой рыбы, приобрел бы все знания в мире. Вот он наконец отловил его, и попросил ученика Финна приготовить его. Когда рыба жарилась, на её боку вздулся некрасивый пузырь. Финн раздавил его большим пальцем и ошпарился. Обожжённый палец он сунул в рот, и таким образом нечаянно вкусил кожи Лосося, а также его мудрости. С этого момента он знал, как отомстить Голлу мак Морна. В следующих историях Финн, чтобы прибегнуть к мудрости Лосося, иногда посасывает свой палец, и к нему приходит решение.
Важное место Лосося в этом рассказе — пример почтения, питаемого многими различными мифологиями к представителям этого семейства. В данном случае речь идет, скорее всего, о Salmonidae midlandus variant. В традиционных ирландских историях он любим благодаря своей силе, внешнему виду (у него больше чешуи, чем у других рыб этого вида, и из-за этого более разнообразна колористическая окраска), а также значительной редкости в природе. История о Финне и Лососе Мудрости имеет большое сходство с уэльским рассказом о Гвионе, и поднимает вопрос о возможном общем источнике для них обоих.

### Зрелость
На праздник Самайн, когда открываются двери в потусторонний мир, уже несколько лет огнедышащий сид Айллен мак Мидна (Аиллена мак Мидиа) из Ши Финнахи, внук Дагды Мор, владыки Нижнего мира (Aillen) так убаюкивал жителей Тары, что они засыпали, и не могли помешать ему сжечь дворец до основания. Фиана, возглавляемая Голлом мак Морной, также была не в силах предотвратить это. Финн прибывает в Тару, вооружившись сумкой магического оружия своего отца из журавлиной кожи. Благодаря острию своего магического копья он не дает себе заснуть, и затем этим же копьем, уперев его в лоб, убивает Айллена. После этого узнают, кому он приходится наследником, и ему отдается командование над Фианой: Голл по собственной воле отступает в сторону и становится верным последователем Финна (хотя во многих историях их альянс нелегок, и случаются затруднения). Финн требует компенсацию за смерть своего отца у своего деда по материнской линии друида Тадга, и угрожает войной, или же простой битвой против него, если тот откажется. Как компенсацию Тадг отдает внуку свой дом — холм Алму, и Финн принимает его.

### Борьба с великаном
Центральный эпизод сказаний о Финне — его борьба с чудовищным одноглазым противником по имени Голл (варианты — Аэд, Аиллен мак Мидиа).
В одной из сказок говорится о том, что Финн, решив сразиться с Голлом, чтобы не замочить ноги, вбил в дно Ирландского моря ряд колонн и таким образом построил мост (см. «Дорога гигантов»). Устав, он прилёг отдохнуть. В это время Голл сам перешел по мосту в Ирландию, и явился к Финну. Жена Финна, указав на спящего мужа, солгала, сказав, что это её младенец-сын. Кроме того, она угостила его лепешками, внутри которых запекла плоские железные сковороды, и когда великан начал ломать об них зубы, дала вторую лепешку, простую, «младенцу»-Финну, который спокойно съел её. Представив, каким же гигантом окажется отец этого немаленького «младенца», Голл в ужасе сбежал, по пути разрушая мост. Остатки колонн показывают на побережье Шотландии.

### Любовные истории
Свою самую знаменитую жену, Садб, Финн встретил на охоте. Она была превращена в оленя друидом Фер Доирихом (вариант — ревнивой богиней). Псы Финна, Бран и Скеоланг (Bran и Sceolang), которые когда-то тоже были людьми, поняли, что этот олень — человек, и Финн пощадил животное. Садб превратилась обратно, в красивую женщину, и вскоре она беременеет. В этот момент возвращается друид Фер Доирих, и превращает её обратно в зверя. Садб сбегает. 7 лет спустя Финн воссоединяется со своим сыном, Ойсеном (Оссианом), который со временем станет одним из лучших в Фиане.
В Преследовании Диармайда и Грайне, одной из самых прославленных историй цикла, Верховный король Кормак мак Арт обещает Финну руку своей дочери Грайне. Но девушка, влюбившись в одного из Фианы — Диармайда О’Дуйвне, племянника Финна, сбегает с ним вместе. Влюбленные скрываются от погони Финна у приемного отца Диармайда — бога Энгуса. Финн проигрывает эту борьбу,и лицемерно мирится. (Эта сага повлияет на создание легенды о Тристане и Изольде). Несколько лет спустя, тем не менее, когда Финн пригласил Диармайда на охоту, тот оказывается тяжело раненым кабаном. Вода, если её испить из рук Финна, обладает магическим целебным даром, но когда Финн несет эту воду, он сознательно дает ей уйти сквозь пальцы. Внук Финна, Оскар, угрожает деду, чтобы тот спас раненого, но когда Финн наконец возвращается, уже слишком поздно — Диармайд умирает. Вариант — Диармайд был неуязвим, кроме пятки, и Финн заставляет его пройтись босиком по шкуре магического кабана, щетина которого вонзается в стопу юноши и тот погибает.

### Смерть
Рассказы о смерти Финна варьируются, согласно самому популярному — он совсем не умер, а уснул в пещере под Дублином, чтобы проснуться и защитить Ирландию в час нужды. Другая же легенда гласит, что Финн, его жена и сын превратились в колонны в криптах Лундского собора (Швеция).
Согласно легенде, воины Фиана распространил свою власть на всю Ирландию, кроме Ольстера, восстановив против себя правителей Тары. Король Кайрпре разбил их в 283 г., остатки отрядов разбрелись по лесам. Сам Финн умер в 252 г. или же в 286 г. — пал в бою с мятежными фианами у брода Бре реки Бойн.
Легенда, упоминаемая в «Похищении быка из Куальнге», рассказывает о том, что Финн мак Кумалл спустя 200 лет после своей смерти возродился вновь, приняв облик короля Ольстера по имени Монган (ум. ок. 625 г.).

## Семья Финна
Родители:
- отец — Кумалл (вариант — Уайл мак Байшкн), вождь Фианы.
- мать — сида Муирне (Muirne) (вариант — Блая)
- сестра отца — Бовалл
- её муж — Фиакул мак Кон

предки по материнской линии:
- бабка — Этлин
- дед — друид (сид) Тадг, сын бога Нуаду
- жена — Садб, дочь Бодб Дирга. Их дети:

сыновья:
- Фергус «Сладостные речи» — бард Фианы и дипломат
- Ойсин (Оссиан) — в ранних легендах упоминается в качестве воина, а не поэта
- Дэйр — был проглочен чудищем, но смог выбраться, заодно освободив и других (упоминается редко, обычно считается, что у Финна было только 2 сына)

внук:
- Оскар, сын Ойсина
- Эйдин — его жена

## Финн какэпоним
- Название одного из графств Ирландии — Фингал, происходит не от имени героя, переработанного Макферсоном, а от ирл. — Fine Gall, то есть «чужое племя», в данном случае — это викинги, которые в своё время облюбовали этот участок земли.
- На острове Стаффа в архипелаге Внутренних Гебридских островов находится Фингалова пещера, вдохновившая Мендельсона на создание одноименной увертюры.
- Т. н. Мостовая Гигантов (результат вулканической активности) в графстве Антрим, входящая в список всемирного наследия ЮНЕСКО, согласно народным легендам была создана Финном, когда он готовил себе дорогу через море, чтобы сразиться с Голлом, — герой якобы вбивал эти «колонны» в дно моря (см. выше).
- Кроме того, рассказывают, что однажды Финн оторвал кусок от Ирландии, чтобы бросить его во врага, но промахнулся — приземлившаяся часть упала в Ирландское море и стала островом Мэн.

## Анализ образа
По мнению большинства исследователей, саги о Финне не имеют исторического зерна, скорее всего Финн — древний мифический образ, поздно и своеобразно оживший в фольклорном творчестве.
Источники
- хронист Тьерн из Клонмакнойса (умер в 1088).
- «Анналы Четырёх Владык» (1632—1636) — поздняя компиляция более ранних старинных хроник [lib.aldebaran.ru/author/sbornik_yenciklopediya/sbornik_yenciklopediya_keltskaya_mifologiya/sbornik_yenciklopediya_keltskaya_mifologiya__13.html].

## Образ в Новое время
- В 1761 г. английский поэт Джеймс Макферсон объявил, что открыл ранее неизвестные поэмы, написанные Оссианом на шотландском языке, посвященные Фингалу. В декабре он выпустил в печать «Fingal, an Ancient Epic Poem in Six Books», вместе с несколькими другими поэмами Оссиана, якобы «переведёнными» с гэльского языка, но на самом деле написанными им самим. Подделка была разоблачена много времени спустя.
- Цикл поэм Макферсона, посвященный Фингалу, оказал большое влияние на таких писателей как Гёте и молодой Вальтер Скотт. Фингал стал одним из главных литературных героев предромантизма.
- Державин, Карамзин, Батюшков, Дмитриев, Гнедич, Жуковский, Баратынский, Пушкин, Лермонтов и многие другие русские поэты оставили множество переводов и подражаний Оссиану-Макферсону.
- Трагедия Озерова «Фингал» (с музыкой Осипа Козловского), в постановках которой заглавную роль играли великие русские актёры А. Яковлев, П. Мочалов, В. Каратыгин, а роль Моины — Е. Семёнова, М. Колосова. (В нем. традиции имя Моина превратилось в Мальвину и стало популярным).
- Финн мак Кумалл оставил заметный след и в современной ирландской литературе. Самое примечательное — несколько его появлений в «Finnegans Wake» Джеймса Джойса, некоторые даже предполагают что заглавие книги, которое автор взял из уличной баллады «Finnegan’s Wake» может быть языковой контаминацией из «Finn again is awake», фразы о грядущем пробуждении Финна для защиты Ирландии.
- Финн также появляется в качестве персонажа у Фланна О’Брайена в его «At Swim-Two-Birds», в пассажах, пародирующих стили ирландских мифов. Роман Морган Лливелин «Finn MacCool» рассказывает о подъёме Финна к лидерству в Фианне и его любовных историях.
- В игре Fate/Grand Order Финн является одним из призванных для служения магам духов героев класса «Лансер».